# Квемо-Осиаури
Квемо-Осиаури (груз. ქვემო ოსიაური) — село в Грузии. Находится в Хашурском муниципалитете края Шида-Картли. Высота над уровнем моря составляет 670 метров. Население — 734 человека (2014).